# جهاز الجيبة الفغرية

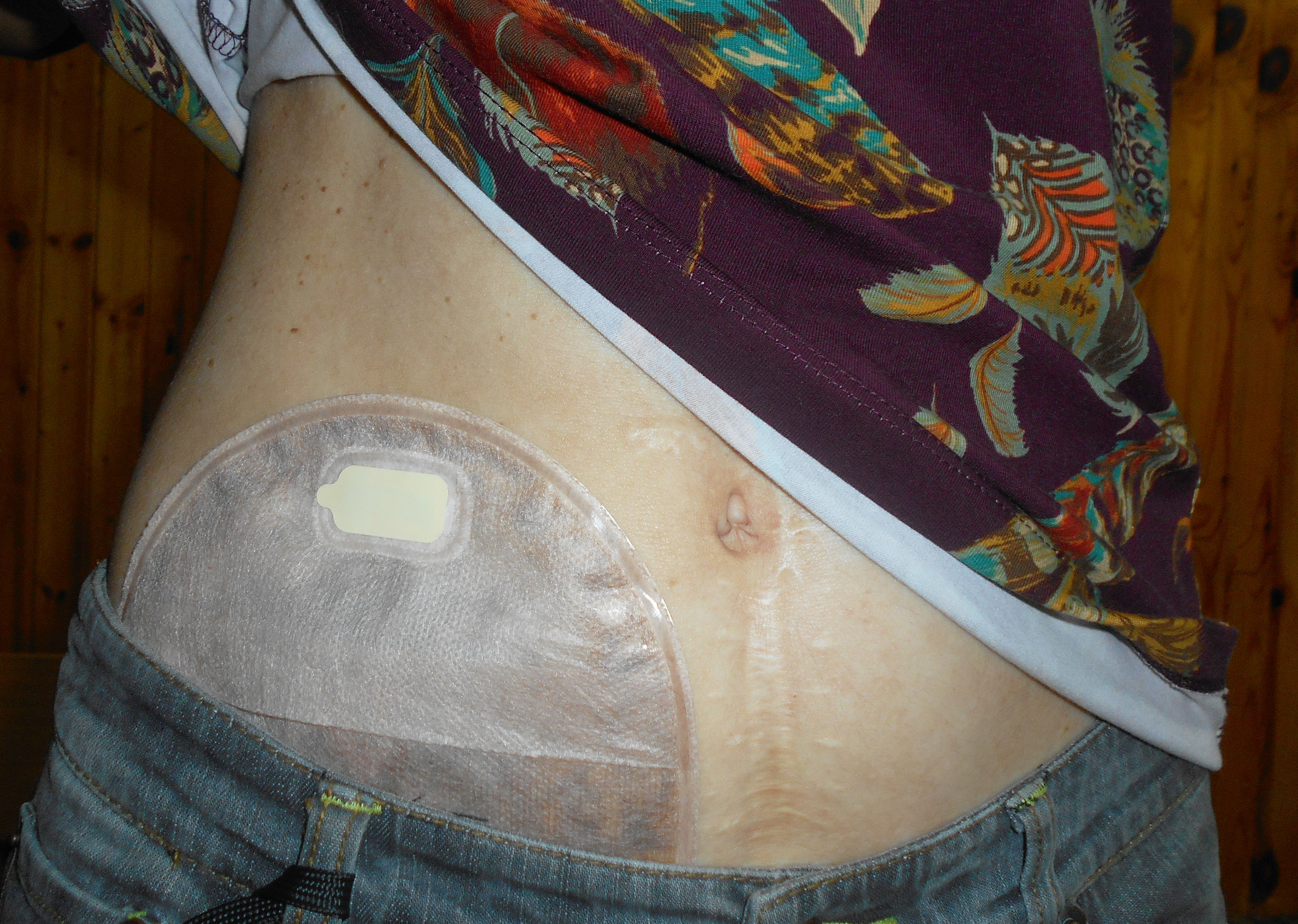
جهاز الجيبة الفغرية

جهاز الجيبة الفغرية (ostomy pouching system) أو (كما يُسمى بالعامية كيس الفغرة) هو جهاز طبي اصطناعي يوفر إحدى وسائل جمع الفضلات من نظام أحيائي تعرض لعملية جراحية مثل (القولون والمعى اللَّفائِفِيّ، والجهاز البولي)، ويتطلب تكوين فتحة اصطناعية تُعرف بالفغرة على جدار البطن. عادةً تُستخدم أجهزة الجيبة الفغرية بعد عمليات فغر القولون وفغر اللفائفي وفغر الجهاز البولي.
وتتكون أجهزة الجيبة الفغرية عادةً من حقيبة أو كما يُقال عنها بالعامية كيس للجمع، ويُعرف بنظام القطعة الواحدة، وأحيانًا يتضمن في بعض الحالات وجود رقاقة لاصقة تُسمى رقاقة أو صفيحة قاعدية، مع توفر جيب (جراب) للجمع مُثبت آليًا أو باستخدام لاصق
مُحكم الإغلاق، وفي تلك الحالة يعرف بنظام القطعتين. ويختلف نوع الجهاز بشكل كبير ويتنوع من شخص إلى آخر، حيث يُعد قرارًا شخصيًا يختار المريض الجهاز الذي يتوافق مع أسلوب حياته ويناسبه. ويتمثل عمل أجهزة الجيبة الفغرية في جمع الفضلات التي تخرج من الفتحة الاصطناعية «الفغرة». وتستقبل أجهزة الجيبة الفغرية الفضلات التي تُفرغها الفتحة الاصطناعية في كيس للجمع مُحكم الإغلاق، وذلك يحمى الجلد حول الفتحة الجراحية من الإصابة بالعدوى أو التعرض للتلوث.
وتكون أجهزة الجيبة الفغرية مُحكمة الغلق؛ حيث لا تسرب الهواء أو الماء، ولا تحرم المريض من ممارسة حياة طبيعية نشطة يمكن أن تتضمن الاستمتاع بكافة أنواع الرياضة والترفيه.
كما يشار إليها أيضًا في بعض الأحيان بالأجهزة، حيث يشير مصطلح الجهاز إلى جهاز اصطناعي يُعد بديلًا ميكانيكيًا يقوم بتأدية وظيفة بيولوجية.

## الرقائق والصفائح القاعدية

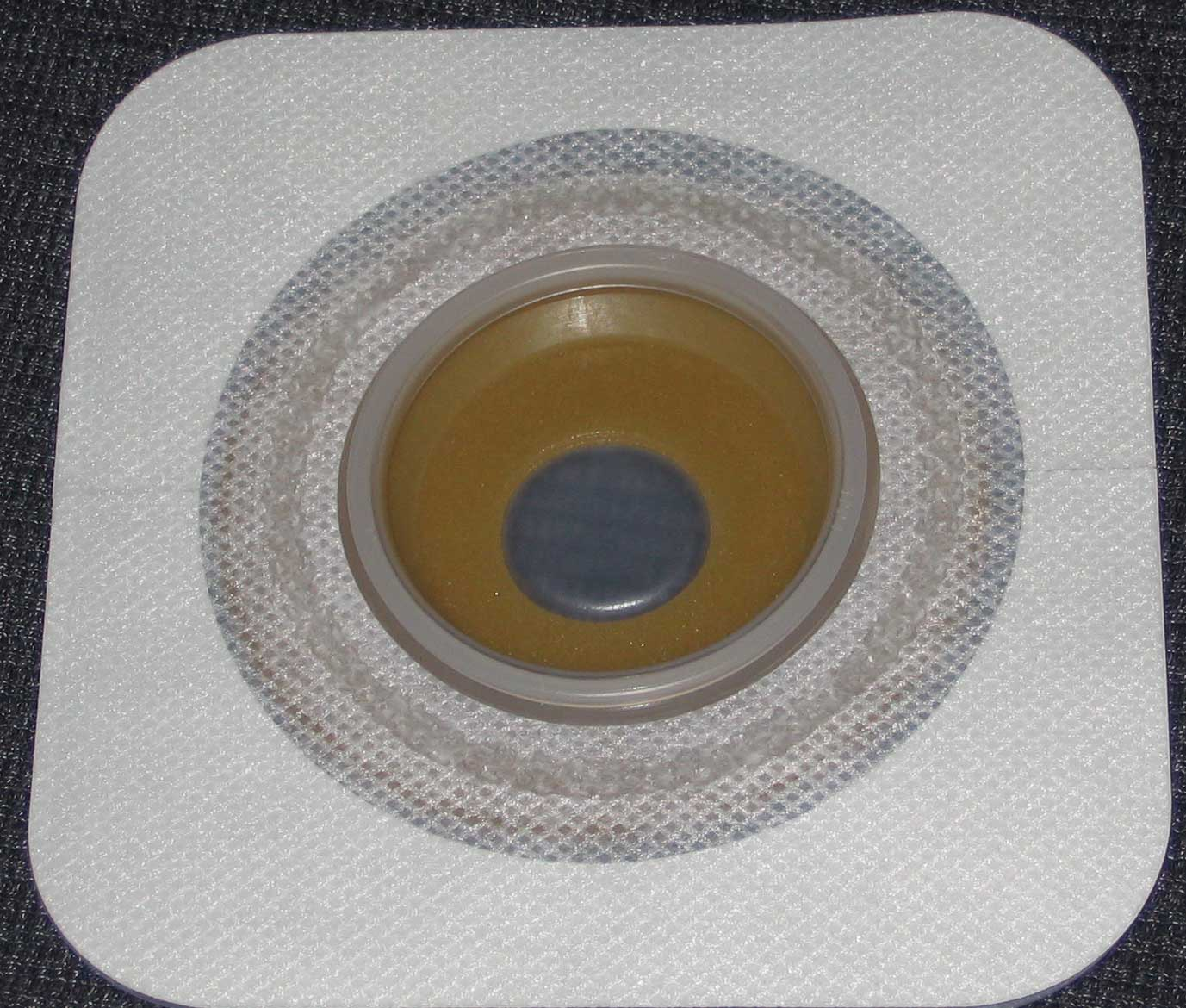
رقاقة وصفيحة قاعدية لفغرة نموذجية.

يتم تصنيع معظم الرقائق والصفائح القاعدية باستخدام مادة البكتين أو مواد عضوية مشابهة، وتتوفر بأحجام مختلفة يختار منها المريض ما يتناسب مع شكل التشريح (نوع الجرح وشكله).
ويجب أن يكون حجم الفتحة الداخلية للكيس صحيحًا حتى يلائم الفتحة الجراحية المعروفة باسم الفغرة، وفي نفس الوقت يحمى الجلد ويمنع اتصاله بالفضلات. وتتنوع طرق قياس حجم الفتحة وفقًا لنوع الرقاقة والصفيحة القاعدية؛ كما تتوفر أيضًا بأحجام مجهزة مسبقًا، ومع ذلك يقوم أغلب المُستخدمين عادةً بتعديل حجم الفتحة عن طريق استخدام المقص. وقد قام المصنعون مؤخرًا بطرح رقاقات يمكن تعديلها يدويًا دون الحاجة إلى استخدام المقصات.
من أجل ضمان كفاءة التصاق الرقائق/الصفائح القاعدية الحديثة بالجلد، يتم اختيار اللاصق المتوفر فيه جميع الصفات الخمس التالية:
- الامتصاص
- التثبيت والالْتِصاقِ
- المرونة
- مقاومة التآكل
- سهولة الإزالة.

قد تستمر الرقاقة والصفيحة القاعدية ما بين أربعة إلى عشرة أيام قبل أن تحتاج لاستبدالها، ويعتمد ذلك بشكل كبير على أسلوب حياة المريض، ونوع الفغرة «الفتحة الجراحية» وشكل الجرح ونوعه.

## الجيوب (الأكياس)

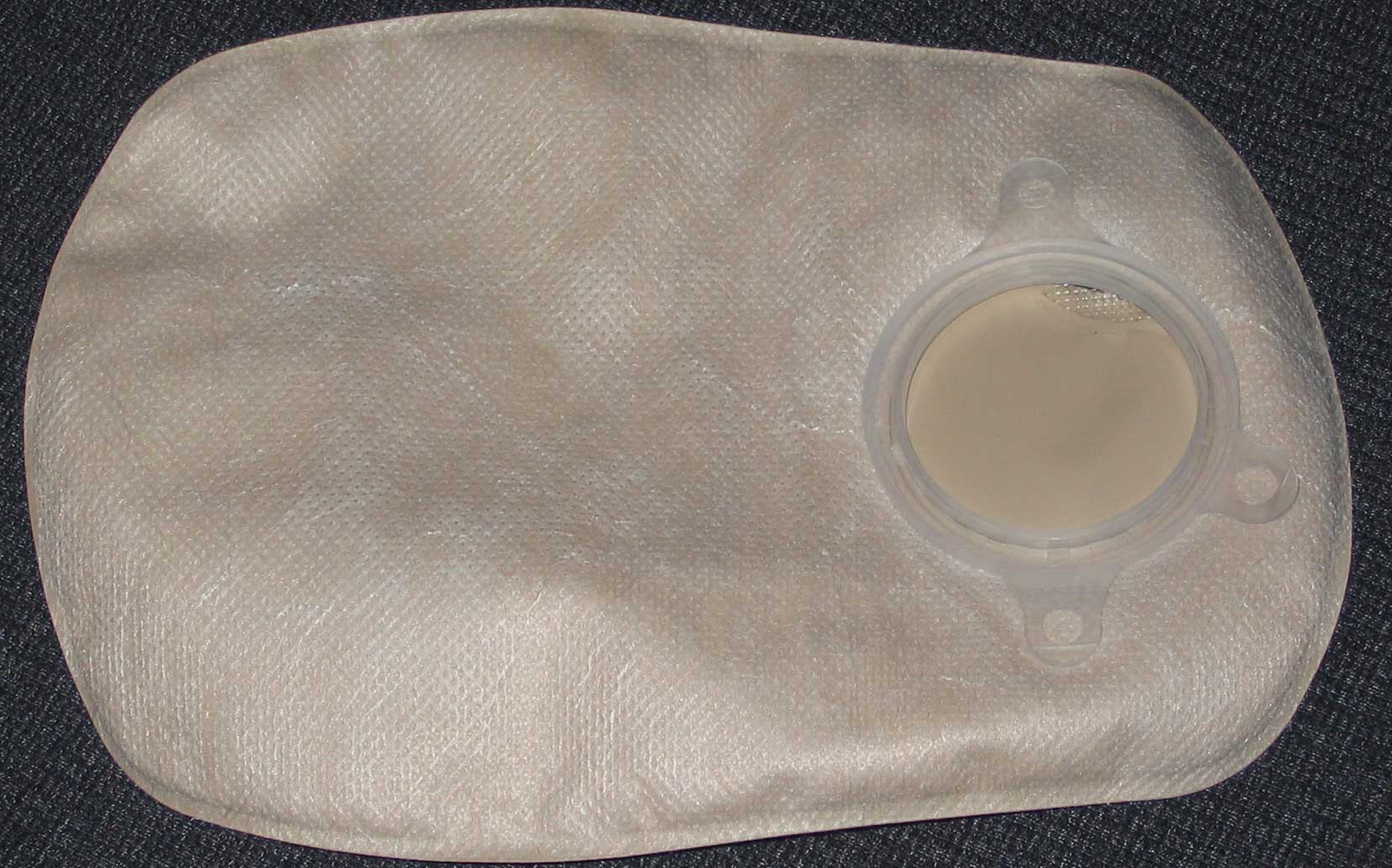
جيب فغري نموذجي، وهو مغلق الطرف
أو "يتم استعماله مرة واحدة". لاحظ الحلقة الموجودة أعلى الكيس على الحافة، وهي مصنوعة من «التابروير»، وهو نوع من المواد المانعة للتسرب.

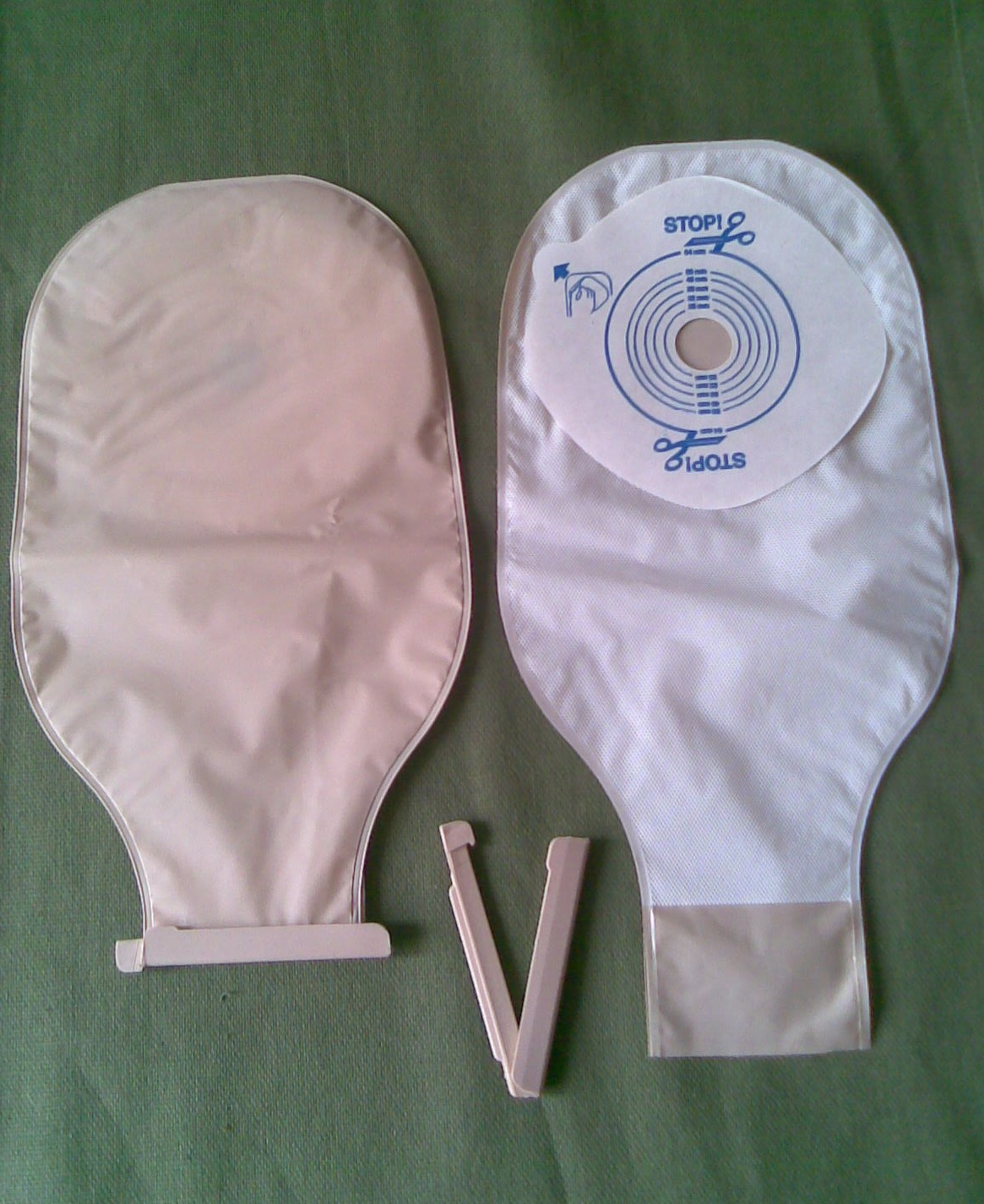
أكياس (مفتوحة الطرف) ذات قطعة واحدة

من أجل الوصول إلى أقصى حد من الصحة والنظافة الشخصية الجيدة وتقليل خطر الإصابة بالعدوى، يجب استبدال الكيس (مفتوح الطرف) المكون من قطعة واحدة كل أربعة وعشرين ساعة. ومع ضرورة استبدال الكيس كل أربعة وعشرين ساعة، يجب أيضًا تغيير الصفيحة القاعدية للكيس المكون من قطعتين أسبوعيًا.
وتختلف طريقة تثبيت الرقاقة أو الصفيحة وفقًا للجهة المُصنعة، وتتضمن رقاقة دائمة (قطعة واحدة) وقاعدة ضغط (نوع «التابروير»)، فضلاً عن حلقات قفل دوارة ومُثبتات لاصقة. ويتيح الجهاز المكون من قطعتين تبديل الجيوب دون إزالة الرقاقة؛ فعلى سبيل المثال، يفضل بعض الأشخاص استخدام «جيب صغير» عند السباحة أو الجماع أو عند ممارسة أي أنشطة قصيرة الأجل. وتستخدم الجيوب (الأكياس) الصغيرة في أضيق الظروف، فهي مناسبة لأقل قدر من الاستخدام والاحتياجات.
وتنقسم أنواع الجيوب إلى نوعين رئيسين: مفتوحة الطرف (قابلة الإفراغ) وبالتالي يمكن استخدامها عدة مرات ومغلقة الطرف (أحادية الاستخدام) تستخدم مرة واحدة فقط ثم يتم التخلص منها واستبدالها بأخرى.
- تحتوي الجيوب مفتوحة الطرف على «قفالة» خاصة (قابلة لإعادة الفتح والغلق) في نهاية الجيب يمكن فتحها لإفراغ محتويات الجيب داخل المرحاض. ويتم إحكام غلق نهاية الجيب من خلال أداة قفل من النوع فيلكرو، وبذلك يتجنب الحاجة إلى استخدام مشبك.
- في حالة استخدام الجيوب مغلقة الطرف، فإنه عند امتلاء الجيب (الكيس)، يجب إزالته واستبداله بكيس جديد. وقد يسبب هذا النوع من الأجهزة أضرارًا بالغة للمنطقة الجلدية تحت اللاصق نتيجة الاستخدام المتكرر له وإزالته عدة مرات.

ويعتمد استخدام الجيوب مفتوحة أو مغلقة الطرف على مدى احتياج الفرد لإفراغ المحتويات، بالإضافة إلى الظروف الاقتصادية (حالة المريض المادية).
تنشأ الغازات خلال عملية الهضم، وسيجمع جيب مُحكم الغلق هذه الغازات، مما يؤدي إلى امتلائه وتضخمه. لتجنب ذلك، تتوفر بعض الجيوب مزودة بفتحات تنقية مُرَشّح بالفحم النباتي تسمح بإخراج الغازات، وتمنع انتفاخ الكيس في الليل.

## الوصلات الخارجية
- United Ostomy Associations of America
- International ostomy association
- European ostomy association
- Coloplast User guide, and information material